# NGC 1357
NGC 1357 (другие обозначения — MCG -2-10-1, IRAS03309-1349, PGC 13166) — спиральная галактика (Sab) в созвездии Эридан. Открыта Уильямом Гершелем в 1785 году. Описание Дрейера: «довольно тусклый, довольно крупный объект круглой формы, немного более яркий в середине, к северо-востоку расположена звезда 9-й величины».
Этот объект входит в число перечисленных в оригинальной редакции «Нового общего каталога».